# Szászbogács
Szászbogács (1899-ig Bogács, románul Băgaciu, korábban Gogacea, németül Bogeschdorf) község Romániában Maros megyében.

## Fekvése
Dicsőszentmártontól 10 km-re délkeletre a Bede-patak völgyében fekszik, Magyarsáros tartozik hozzá.

## Története
1351-ben Bakach néven említik először. A falut a betelepített szászok alapították a 13. században. Gótikus erődített templomát is a szászok építették. Környéke híres bortermő vidék volt. 1910-ben 1151, többségben német (722) lakosa volt, jelentős román (211) és cigány (171) kisebbséggel. A trianoni békeszerződésig Kis-Küküllő vármegye Dicsőszentmártoni járásához tartozott. 1992-ben 1057 lakosából 499 román, 431 cigány, 66 magyar és 61 német volt.